# نوار اتوکلاو

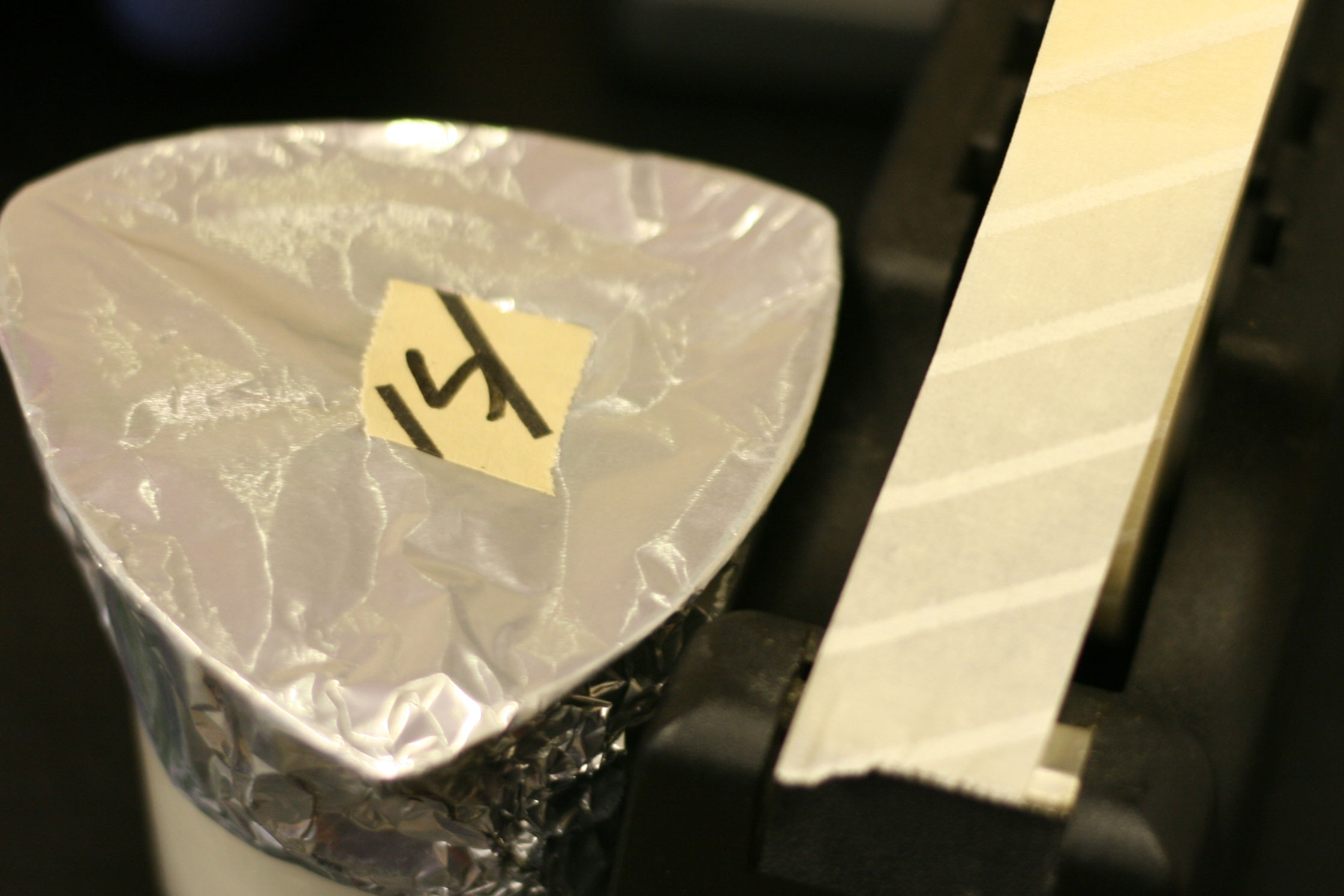
Autoclaved (چپ) و unautoclaved (راست) نوار اتوکلاو

نوار اتوکلاو (انگلیسی: Autoclave tape) یک چسب نواری مخصوص است که در فرایند اتوکلاو برای تعیین این که دستگاه به دمای مورد نظر رسیده است به کار می‌رود. نوار اتوکلاو در اثر قرار گرفتن در معرض دماهایی که در فرایند استرلیزه کردن مورد استفاده قرار می‌گیرند، تغییر رنگ می‌دهد.